# L'Absence (film, 2009)
Pour les articles homonymes, voir L'Absence.
Pour plus de détails, voir Fiche technique et Distribution.
L'Absence est un film franco-sénégalo-guinéen réalisé par Mama Keïta, sorti en 2009. C'est le dernier film de Mouss Diouf.

## Synopsis
Adama, un Sénégalais qui a fait ses études en France, est rappelé au pays par un télégramme lui annonçant des nouvelles graves à propos de sa grand-mère. Il se rend à Dakar, décidé à n'y passer que deux jours pour ne pas rater des opportunités professionnelles. Il va y découvrir des choses qui vont le faire changer d'avis...

## Fiche technique
- Titre français : L'Absence
- Réalisation : Mama Keïta
- Scénario : Mama Keïta
- Photographie : Rémi Mazet
- Son : Bertrand Faure
- Musique : Mathieu Normant, Roger Ongolo, Youssou Ndour, El hadj Ndiaye, Labah Sosseh, Aster Aweke
- Montage : Miriame Chamekh
- Production : Mama Keïta
- Pays d'origine :  France,  Guinée,  Sénégal
- Genre : drame
- Date de sortie : 
  - Pays-Bas : 24 janvier 2009 (Première mondiale lors du 38e Festival international du film de Rotterdam)

## Distribution
- Mame Ndoumbé Diop : La grand-mère
- Mouss Diouf : Le proxénète
- Ibrahima Mbaye : Djibril
- William Nadylam : Adama
- Omar Seck : Le Professeur
- Jacky Tavernier : Aïcha
- Ismaël Thiam : Souleymane

## Distinctions
- 40e Festival Panafricain du Cinéma et de la télévision de Ouagadougou : Prix du meilleur scénario
- Festival du film francophone d'Angoulême (2009) : Prix de la meilleure comédienne décerné à Jacky Tavernier
- 13e Écrans Noirs (2009), Yaoundé : Écran du meilleur comédien décerné à William Nadylam

## Accueil
« Ce déchirement entre le désir de repartir le plus tôt possible et la peur de rester se traduit par l'atmosphère générale du film. Les évènements sont très serrés dans le temps chez Mama Keita. L'atmosphère tendue de cette descente aux enfers de L'Absence est rendue par le montage parallèle et l'image nerveuse de la caméra portée. Les limites dans le temps et dans l'espace donnent au film une profondeur qui est le fruit d'un travail sur la confrontation des personnages les uns aux autres. Le film se construit plus sur les tensions que sur la succession des évènements, d'où son rythme frénétique. »

— Hassouna Mansouri, Africine.org